# Пертинакс (епископ Византийский)
Епископ Пертинакс (греч. Επίσκοπος Περτίναξ, лат. Episcopus Pertinax, ум. 187) — епископ Византийский между 169 годом и до его смерти в 187 году.
Информация о его жизни, главным образом, почерпнута из работ Дорофея Тирского, согласно которому Пертинакс первоначально был высокопоставленным Римским имперским чиновником во Фракии. Однажды, серьёзно болея, услышал слухи о чудесных исцелениях, происходящих среди сторонников новой религии — христианства, в связи с чем обратился за советом к епископу Византийскому Алипию, жившему в то время в Elaia. Впоследствии излечившись и приписав исцеление результату действия молитв Алипия, отказался от национальной религии, приняв христианство. Вскоре после этого рукоположён Алипием в пресвитеры, а после смерти епископа занял епископскую кафедру Византии.
Пертинакс за собственные средства выстроил уже третий епископский дом и церковь в районе Сикеон (современная Галата) на побережье, в месте, названном им «Мир» (греч. Ειρήνη), вокруг которого стали селиться христиане, таким образом дав начало небольшому городу.
Патриаршие списки указывают от 17 до 19 лет правления Пертинакса, но нельзя исключать, что в этот срок включены и годы пресвитерства.